# Berkeley Models
Berkeley Models, Inc. était une société américaine qui fabriquait des kits de modèles réduits d'avions, pionniers tels que le premier kit de modèles réduits d'avion à gaz du pays, et qui est devenu l'une des principales sociétés du secteur.
Fondé dans le quartier de Brooklyn à New York, puis basé à West Hempstead, New York, il a duré de 1933 à 1962. Son fondateur, Bill Effinger, a été élu au Temple de la renommée de l'Académie d'aéromodélisme en 1986.

## Histoire
William L. "Bill" Effinger Jr., a fondé Berkeley Models dans un garage de trois voitures à Brooklyn en 1933 pour aider à subvenir à ses besoins pendant ses études d'ingénieur. L'année suivante, il produisit les premiers kits d'avion miniature à moteur en caoutchouc de sa société, le Consolidated Fleetster et le triplan Fokker, et l'année suivante, il introduisit le premier kit d'avion miniature à essence, le Buccaneer.
La société, dont le nom provenait de l'adresse de la maison de sa famille, 53 Berkeley Place, a commencé à faire de la publicité avec des petites annonces dans Universal Model Airplane News, en lançant des annonces graphiques en mars 1934; en novembre 1935, il annonçait six kits dans sa série "Master Models" de kits de conception à l'échelle avec des ailes de 20 pouces. En 1936 est venu le kit Cavalier, avec une envergure de neuf pieds.
Effinger a fait de l'entreprise sa carrière à plein temps après avoir obtenu un diplôme en génie mécanique du Brooklyn Polytechnic Institute en 1938. Il a ensuite obtenu un diplôme en génie aéronautique du Massachusetts Institute of Technology et, en 1943, s'est porté volontaire pour l'US Navy. Stationné dans le théâtre de la guerre du Pacifique de la Seconde Guerre mondiale, il a reconstruit des avions endommagés et a servi à Guadalcanal et dans une base navale à Pensacola, en Floride. De 1943 à 1945, alors qu'il servait dans la marine, Effinger laissa les opérations quotidiennes de l'entreprise à James F.Barry Jr. (1911-1999) qui avait été embauché comme contremaître en chef en 1935.
Quelque temps après 1945, Effinger a déménagé Berkeley dans une usine de fabrication et son siège social sur Railroad Avenue à West Hempstead sur Long Island et est devenu l'une des principales entreprises de l'industrie, avec 100 de ses 150 modèles introduits au fil des ans toujours en production à partir de 1957.
Accélérant en popularité après la guerre, Berkeley Models en 1952 prétendait être vendu par 85 distributeurs et 4 500 concessionnaires. Cette année-là, la société a créé la mascotte publicitaire "Bill Berkeley" pour les publicités dans le magazine Model & Hobby Industry et ailleurs. En 1957, Effinger a estimé que son entreprise avait alors produit deux millions de kits. Ses concepteurs comprenaient Henry Struck, le Dr Walt Good, Don McGovern, Woody Blanchard, Benny Shereshaw (concepteur du kit Custom Cavalier), Paul Plecan (concepteur du Minnow), Dick Korda (concepteur du Powerhouse) et Stan Hill. Vers 1957, le dessinateur de bandes dessinées Don Heck, futur co-créateur d'Iron Man, a passé un an à dessiner des vues d'avion miniature pour Berkeley.
Au tournant de la décennie, Berkeley a fait faillite et a été absorbé par le fabricant de moteurs d'avion modèle Fox Manufacturing, basé à Fort Smith, Arkansas.
Le nom de la marque a continué jusqu'en juin 1962; à partir du mois suivant, Fox a annoncé des kits sous le nom de Fox. Par la suite, une partie de la gamme de kits a été récupérée par une société appelée Sig. Effinger est devenu ingénieur de projet pour la société A. C. Gilbert et est décédé en 1999.
En 1986, en nommant Effinger au Temple de la renommée de l'Academy of Model Aeronautics, le directeur général de l'époque, John Worth, a décrit Berkeley Models comme « probablement le producteur le plus prolifique de maquettes, au moins en termes de nombre de kits différents produits, nombre de modèles. de kits et le volume de produits annoncés. Bill était l'un des véritables pionniers de la modélisation et promoteur de l'aviation modèle ».